# Championnat de France de tennis 1907
Pour un article plus général, voir Championnat de France de tennis.
Le championnat de France de tennis 1907, organisé par l'U.S.F.S.A., s'est déroulé le 26 mai 1907 juin sur les courts du Racing Club pour le double messieurs, le 9 et le 10 juin (demi-finale et finale) au Tennis club de Paris pour le simple messieurs. Le tournoi féminin s'est tenu sur l'île de Puteaux.

## Faits marquants
Max Decugis, titré en simple et en double, devait initialement disputer le double mixte avec Yvonne de Pfeffel mais se retira pour se rendre à Bordeaux où se tenait en même temps un tournoi organisé par le Comité des Fêtes de l'Exposition Maritime.

## Palmarès
| Tableau          | Vainqueurs                     | Vainqueurs | Score         | Finalistes                   | Finalistes |
| ---------------- | ------------------------------ | ---------- | ------------- | ---------------------------- | ---------- |
| Simple messieurs | Max Decugis                    | France     | 6-0, 6-3, 6-1 | Robert Wallet                | France     |
| Simple dames     | Comtesse de Kermel             | France     | 6-1 ab.       | Catherine d'Aliney d'Elva    | France     |
| Double messieurs | Max Decugis Maurice Germot     | France     | 6-4, 6-2, 6-1 | Robert Wallet Siry           | France     |
| Double dames     | Adine Masson Yvonne de Pfeffel | France     |               |                              |            |
| Double mixte     | Adrienne Péan Robert Wallet    | France     | 6-3, 6-5      | Thérèse de Kermel Jean Porée | France     |

## Simple messieurs
|  |               |  |   |   |   |
|  | Finale        |  |   |   |   |
|  |               |  |   |   |   |
|  |               |  |   |   |   |
|  | Max Decugis   |  | 6 | 6 | 6 |
|  | Max Decugis   |  | 6 | 6 | 6 |
|  | Robert Wallet |  | 0 | 3 | 1 |

## Simple dames
|  |                    |  |   |   |  |
|  | All comers' final  |  |   |   |  |
|  |                    |  |   |   |  |
|  |                    |  |   |   |  |
|  | Comtesse de Kermel |  | 6 | 6 |  |
|  | Comtesse de Kermel |  | 6 | 6 |  |
|  | Catherine d'Elva   |  | 0 | 1 |  |

## Double messieurs
Huit équipes se sont engagées dans le tableau. Au premier tour, Wallet et Siry battent Amy et Micard (6-3, 6-1), Graham et Mény battent Crivelli et Blanchet (6-2, 2-6, 6-3), les frères Guillemaut battent Poupon et Gautier (4-6, 6-2, 6-2) et Decugis et Germot gagnent par forfait. En demi-finale, Wallet et Siry battent Graham et Mény (6-1, 6-3) et Decugis et Germot battent les frères Guillemaut (6-3, 6-4) puis l'emportent en finale sur le score de 6-4, 6-2, 6-1.

## Double dames
|  |                                |  |  |  |  |
|  | Finale                         |  |  |  |  |
|  |                                |  |  |  |  |
|  |                                |  |  |  |  |
|  | Adine Masson Yvonne de Pfeffel |  |  |  |  |
|  |                                |  |  |  |  |
|  |                                |  |  |  |  |

## Double mixte
|  |                              |  |   |   |  |
|  | Finale                       |  |   |   |  |
|  |                              |  |   |   |  |
|  |                              |  |   |   |  |
|  | Adrienne Péan Robert Wallet  |  | 6 | 6 |  |
|  | Adrienne Péan Robert Wallet  |  | 6 | 6 |  |
|  | Thérèse de Kermel Jean Porée |  | 3 | 5 |  |